# Anoma Karunawansa
Anoma Karunawansa (ur. ?) – cejlońska lekkoatletka, tyczkarka.
Złota medalistka mistrzostw Sri Lanki. Wielokrotna rekordzistka kraju.

## Rekordy życiowe
- skok o tyczce – 3,33 (2015) były rekord Sri Lanki[1].